# Igreja paroquial de São Miguel

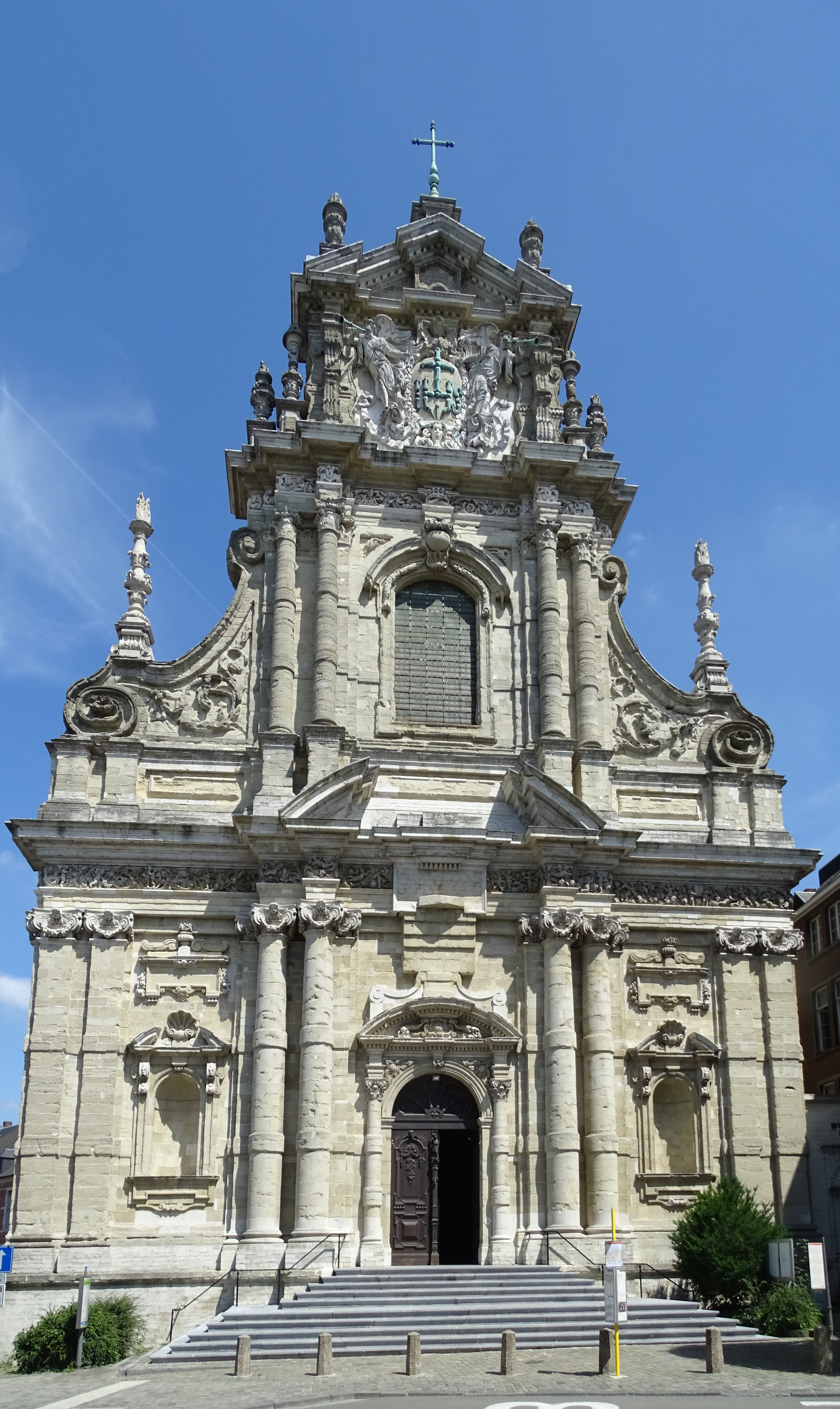
Fachada oeste da Igreja de São Miguel

A igreja de São Miguel em Leuven é uma antiga igreja Jesuíta em estilo barroco localizada na Rue de Namur, em Leuven, (em holandês Leuven). Construída entre 1650 e 1671, esta igreja é hoje uma igreja paroquial.